# 2008年中華民國全民運動會
2008年中華民國全民運動會，正式名稱為中華民國97年全民運動會，簡稱97全民運，於2008年10月25日至10月29日在高雄市舉辦。

## 參賽單位
參賽隊伍合計25個縣市，包括：
- 2個直轄市：臺北市、高雄市
- 臺灣省21個縣市：臺北縣、桃園縣、新竹縣、苗栗縣、臺中縣、彰化縣、南投縣、臺東縣、花蓮縣、雲林縣、嘉義縣、臺南縣、高雄縣、屏東縣、宜蘭縣、澎湖縣、基隆市、新竹市、臺中市、嘉義市、臺南市
- 福建省2個縣：金門縣、連江縣

## 競賽種類

### 第一類
第一類為非亞運、非奧運，但為國際單項運動總會聯合會所承認之競賽種類及項目，或世界運動會之競賽種類及項目。相較於上屆，本屆新增龍舟、蹼泳、水上救生、柔術及滾球，刪除合氣道，合計18個運動種類。
- 健力
- 巧固球
- 國術
- 劍道
- 摔角
- 太極拳
- 拔河
- 滑輪溜冰
- 運動舞蹈
- 手球（沙灘手球）
- 合球
- 輕艇（輕艇水球）
- 飛盤
- 龍舟
- 蹼泳
- 水上救生
- 柔術
- 滾球

### 第二類
第二類為其他運動競賽種類或表演性活動。相較於上屆，本屆新增龍獅運動及躲避球，合計7個運動種類。
- 槌球
- 木球
- 慢速壘球
- 民俗體育
- 元極舞
- 龍獅運動
- 躲避球

## 獎牌榜
| 排名 | 單位   | 積分   | 金牌 | 銀牌 | 銅牌 | 第四名 | 第五名 | 第六名 | 合計 |
| ---- | ------ | ------ | ---- | ---- | ---- | ------ | ------ | ------ | ---- |
| 1    | 高雄市 | 656.00 | 45   | 27   | 25   | 21     | 15     | 13     | 146  |
| 2    | 臺北縣 | 554.00 | 31   | 32   | 20   | 19     | 16     | 8      | 126  |
| 3    | 台中縣 | 452.00 | 21   | 23   | 19   | 20     | 19     | 16     | 118  |

## 外部連結
- 97年全民運動會網站